# The Dalai Lama: 50 Years After the Fall
The Dalai Lama: 50 Years After the Fall, alternatieve titel Tibet: 50 Years After the Fall en Tibet, le combat pour la liberté, is een documentairefilm over de situatie na 50 jaar Tibetaanse vrijheidsstrijd, gerekend vanaf de opstand in Tibet op 10 maart 1959. Deze dag was aanleiding voor de veertiende dalai lama Tenzin Gyatso om Tibet te ontvluchten, waarna de Volksrepubliek China het bestuur overnam.

## Verhaal
De grote lijnen van de documentaire zijn de opstanden in Tibet van 2008, de protestacties tijdens de fakkeltocht Olympische Spelen 2008 en de mars die gepland was van Delhi naar Tibet en werd onderbroken door de Indiase politie.
Verder worden uiteenlopende meningen getoond van de dalai lama en de leiders van de Tibetaanse regering en parlement in ballingschap die de strategie van de middenweg voorstaan, dat staat voor een betekenisvolle autonomie binnen China. Ook komen Tibetaanse activisten aan het woord die een veel radicalere koers willen, zoals de volledige autonomie voor Tibet. Maar ook worden de woordvoerders getoond die de mening van de Chinese regering uiten. Tijdens de fakkeltocht zijn tegendemonstraties te zien van Chinese burgers bij de Golden Gate Bridge in San Francisco, met begeleidende vliegtuigreclame met de leus: "Dalai pls stop supporting riots" (dalai lama, stop s.v.p. met de rellen). Ook komen bekende tibetologen aan het woord, als Tsering Shakya, Matthieu Ricard en Tenzin Tsundue.
De documentaire wordt ingeluid met een uitspraak: "het steunen van de Tibetaanse kwestie is niet pro-Tibetaans of anti-Chinees, maar pro-rechtvaardigheid," die de dalai lama deed bij de Brandenburger Tor in Berlijn op 15 mei 2008, enkele maanden voor aanvang van de Olympische Spelen in Peking en net na het begin van de onlusten op Dag van de Tibetaanse Opstand van 2008. Ook bevat het beelden van de dalai lama tijdens het bezoek aan het Tibetaanse klooster Lérab Ling in Frankrijk tijdens de Olympische Spelen en zijn bezoek in het Verenigd Koninkrijk aan premier Gordon Brown en de prins van Wales op 20 maart 2008.

## Rolverdeling
| Acteur           | Personage                                                                                 |
| ---------------- | ----------------------------------------------------------------------------------------- |
| Tenzin Gyatso    | Dalai lama                                                                                |
| Gordon Brown     | Brits premier                                                                             |
| Prins Charles    | Brits kroonprins                                                                          |
| Tsering Shakya   | Tibetaans geschiedkundige                                                                 |
| Woeser           | Chinees-Tibetaans tibetoloog                                                              |
| Wang Lixiong     | Chinees tibetoloog                                                                        |
| Matthieu Ricard  | Frans tibetoloog                                                                          |
| Robert Barnett   | Amerikaans tibetoloog                                                                     |
| Tenzin Tsundue   | Tibetaans schrijver en activist                                                           |
| Jamyang Norbu    | Politiek essayist en voormalig Tibetaans politicus                                        |
| Tsewang Rigzin   | Tibetaans activist                                                                        |
| Qin Gang         | Woordvoerder Chinees Ministerie van Buitenlandse Zaken                                    |
| Jiang Yu         | Woordvoerster Chinees Ministerie van Buitenlandse Zaken                                   |
| Ngawang Woebar   | Tibetaans leider van Gu-Chu-Sum, een organisatie die zich inzet voor politieke gevangenen |
| Dölma Gyari      | Tibetaans parlementariër in ballingschap                                                  |
| Lhadon Tethong   | Canadees-Tibetaans activiste                                                              |
| Shingza Rinpoche | Tibetaans lama                                                                            |
| Lodi Gyari       | Tibetaans gezant van regering in ballingschap                                             |
| Döndrub Wangchen | Tibetaans activist                                                                        |
| Lobsang Tenzin   | premier van de kashag (kabinet)                                                           |
| Jigme            | Tibetaanse monnik uit Labrang                                                             |